# Juan Carlos Corazza
Juan Carlos Corazza (Adelia María, departament de Río Cuarto, 1959) és director de teatre i mestre d'actors argentí establert a Espanya des de 1990. És Creador i Director de l' ‘Estudio Corazza para el Actor’ a Madrid.

## Biografia

### Començaments a l'Argentina
Sent adolescent s'inicia com a actor al Teatre Municipal de Río Cuarto. Amb 17 anys es trasllada a Buenos Aires per a matricular-se en el Conservatori d'Art Dramàtic. Impactat per la direcció de Carlos Gandolfo en l'obra teatral El gran deschave, amb Federico Luppi, Corazza s'inscriu en el seu 'Estudi per a la preparació de l'Actor'.
El seu mestre més rellevant va ser Carlos Gandolfo. També va estudiar amb Augusto Fernandes i Susana Rivara de Mildermann.
Durant el seu període de formació, Corazza s'inicia com a professor d'interpretació en l'Estudi de Gandolfo i treballa com a actor en projectes de teatre, cinema i televisió.
El seu treball interessa a Katrina Bayonas de l'agència de representació d'actors Kuranda, a Madrid. Bayonas proposa a Corazza realitzar un seminari per a actors professionals a Espanya. Al mateix temps, rep la invitació del Centro Andaluz de Teatro, a Sevilla, per dirigir una obra.

### Desenvolupament a Espanya
Després de dirigir i ensenyar a Sevilla, al setembre de 1990 crea a Madrid l' ‘Estudio Corazza para el Actor’. Entrena a alguns dels seus alumnes com a professors d'interpretació per al seu equip. En els anys següents l'Estudi es consolida com a escola d'Interpretació, amb cursos regulars i seminaris per a professionals.
A Madrid Corazza es forma en Gestalt i en Anàlisi i Conducció de Grups a l'Escola Madrilenya de Teràpia Gestalt. Completa tots els nivells del Programa SAT creat per Claudio Naranjo, i és col·laborador d'aquest Programa en diferents països des de 1995.

## Estudio Corazza para el Actor
El programa de formació de l'Estudi inclou: formació regular, plans especials per a estrangers, seminaris, cursos per a adolescents, diferents modalitats d'entrenador d'actuació, tallers de recerca per a actors professionals. Col·laboren professionals internacionals com: Augusto Fernándes, Jean Guy Lecat, Bruce Meyers, Yoshi Oída, Andrea Haring, Antonio Ocampo.
També destaquen els seus Masterclass i seminaris internacionals per a professionals a Itàlia, Mèxic, Brasil, Xile i Russia.
En 27 anys d'activitat, en l'Estudi s'han entrenat actors com Javier Bardem, Alicia Borrachero, Manuel Morón, Consuelo Trujillo, Elena Anaya, Ben Temple, Silvia Abascal, Sergio Peris-Mencheta, Margarita Rosa de Francisco, Ana Gracia, Susi Sánchez, Roberto Enríquez, Rafa Castejón, Paula Soldevila, Manuela, Javier Godino, María Vázquez, Víctor Duplá, Juana Acosta, Alberto Ammann, Tamar Novas, Alba Flores, Marta Larralde, Berta Ojea), Javier Albalá, María Isasi, Pepe Lorente, Jan Cornet, Xenia Reguant, Alicia Sanz, entre molts altres.
Als seus seminaris s'han entrenat Ángela Molina, Toni Cantó, Miguel Ángel Muñoz, Miguel Ángel Silvestre, Belinda Washington, Félix Gómez, Jorge Suquet, Julián Villagrán, Silvia Marty, Felipe Vélez, Ramón Puyol, Patricia Rivadeneira, Francesco Scianna, Valentina Carnelutti, Attilio Fontana, Cauá Reymond, Grazi Massafera, Nathalia Dill, entre d'altres.

## Entrenador d'actuació
En la labor de Corazza com a entrenador d'actuació destaquen els seus treballs amb Javier Bardem per pel·lícules com Mar Adentro d'Alejandro Amenábar, Biutiful de Alejandro González Iñárritu, Skyfall de Sam Mendes o No Country for Old Men dels germans Coen per la qual l'actor va obtenir l'Oscar a Millor Actor de Repartiment en 2007.
També ha preparat Elena Anaya i Jan Cornet per La piel que habito de Pedro Almodóvar (Premis Goya a millor actriu i actor revelació en 2012), Carme Elías per Camino, de Javier Fesser (Goya a la millor actriu protagonista el 2008) i a Alberto Ammann per Celda 211 de Daniel Monzón (actor revelació als Goya de 2009).

## Director de Teatre
Corazza ha dirigit i/o produït obres del teatre universal a Madrid i altres ciutats del món. La seva recerca pedagògica-artística li ha portat també a obrir al públic el procés dels assajos. Espectacles en els quals enfront del públic dirigeix als actors, en la creació dels personatges i en la posada en escena.
Actualment desenvolupa la seva labor com a director en el projecte Teatro de la Reunión.

## 'Teatro de la Reunión'
Teatro de la Reunión és el projecte pedagògic- artístic de l'Estudio Corazza para el Actor que presenta al públic dos tipus de produccions: Produccions amb la companyia professional i Tallers-Muntatges, on el procés creatiu es mostra al públic en assajos oberts.

### Produccions
- Cambio de Marea (1993-1994). Texts d'Ernest Hemingway, Federico García Lorca i Yalal Al-Din Rumi. Adaptació, Direcció i Producció
- Acreedores (1993-1994) d'August Strindberg. Adaptació, Escenografia, Direcció i Producció
- Mucho ruido y pocas nueces (1997-1998) de William Shakespeare. Adaptación, Direcció i Producció
- Mujeres al vapor (1999-2000) de Nell Dunn. Escenografia i Producció
- Señorita Julia (2001-2002) de August Strindberg. Adaptació i Direcció. Va participar en el Festival de Tardor 2001 a Madrid.
- Evocando Yerma (2010-2011). Basat en Yerma de Federico García Lorca. Adaptació, Direcció i Producció. Participar a l'Any Dual Espanya-Rússia 2011 al Teatro Meyerhold, a Moscou.
- Comedia y Sueño, la mentira más hermosa (2011-2012). Espectacle basat en Comedia Sin Título de Federico García Lorca i escenes de Sueño de una Noche de Verano de William Shakespeare. Adaptació, Direcció i Producció. Va participar en l'Any Dual España-Rússia 2011 al Teatre Meyerhold, a Moscou; al Festival de Tardor 2013 a Madrid, i a Xile per la commemoració del 40 aniversari del Cop d'estat en 2013 ael Centro Gabriela Mistral (GAM) de Santiago de Xile.
- Hambre, Locura y Genio (2014-2015). Basat en Débito y Crédito i El Pelícano d'August Strindberg. Adaptació, Direcció i Producció. Presentat al Centro Nacional de las Artes, Teatro Salvador Novo (Mèxic DF)

### Tallers-Muntatges, assaigs oberts al públic
- Escenas de la Calle (2002). Basat en l'obra d'Elmer Rice
- Nuestro Pueblo (2003). Basat en l'obra de Thorton Wilder
- Despertar de Primavera (2004). Basat en l'obra de Frank Wedekind
- Ensayando un Brecht (2005). Basat en Terror y Miseria del Tercer Reich de Bertolt Brecht
- Ensayando Tres Hermanas (2006). Basat en Las Tres Hermanas d'Antón Txèkhov
- Sueño Sin Título (2007). Basat en Sueño de Una Noche de Verano y Comedia Sin Título, obras de William Shakespeare y Federico García Lorca
- Imágenes de Comedia y Tragedia (2008). Basat en Lisístrata i Las Troyanas, obres d' Aristòfanes i Eurípides
- Encuentros con Romeo y Julieta (2009). Basat en Romeo y Julieta, de William Shakespeare
- Evocando Yerma (2010). Basat en Yerma de Federico García Lorca
- Una Especie de Locura (2011). Basat en Platonov, d'Antón Txèkhov
- La Ronda, La Cama y El Texto… (2012). Basat en l'obra La Ronda d'Arthur Schnitzler

Desde abril de 2013 'Teatro de la Reunión' se presenta en el Teatro Conde Duque de Madrid
- Mucho Ruido y Pocas Nueces (2013). Basat en l'obra de William Shakespeare
- Los Criminales (2014). Basat en l'obra de Ferdinand Bruckner
- Nieve y Arena (2014). Basat en textos d'Antón Txèkhov i Federico García Lorca
- Ensayando la locura: Strindberg (2014). Obres breus d'August Strindberg
- Hijos de Shakespeare (2015). Basat en les obres de William Shakespeare Romeo y Julieta, El mercader de Venecia, Hamlet  i El Rey Lear
- El Lenguaje del Amor (2015). Basat en texts de Federico García Lorca i William Shakespeare.
- Amor e Información (2016). Basat en l'obra de Caryl Churchill
- El gran mercado (2017). Basat en l'obra El gran mercado del mundo de Pedro Calderón de la Barca.

## Filmografia
- El poder de la censura (1983)
- Los tigres de la memoria (1984)
- Todo o nada (1984)
- Darse cuenta (1984)
- Las esclavas (1987)

## Publicacions
- ‘El arte escénico’ de Constantin S. Stanislavski.[22]
- ‘El teatro como oportunidad' de Mª Laura Fernández e Isabel Montero.[23]
- ‘GESTALT de vanguardia’ de Claudio Naranjo.[24]
- ‘La actitud del artista’ d'Ana Iribas Rudín[25]
- ‘Crear para despertar’. Artículo para la Revista del cine español ‘ACADEMIA’. Nº 216. Noviembre-Diciembre 2015[26]
- '34 actores hablan de su oficio' d'Arantxa Aguirre[27]